# Kinetochilus
Kinetochilus é um género botânico pertencente à família das orquídeas (Orchidaceae).